# Parentesco cognático
O parentesco cognático é um modo de descendência calculado a partir de um ancestral ou ancestral contado através de qualquer combinação de vínculos masculino e feminino, ou um sistema de parentesco bilateral em que as relações são traçadas por pai e mãe. Tais parentes podem ser conhecidos como cognatos.